# Tebes Lues
Tebes Lues is een bestuurslaag in het regentschap Aceh Tengah van de provincie Atjeh, Indonesië. Tebes Lues telt 763 inwoners (volkstelling 2010).